# Ave Regina Caelorum
L’Ave Regina Cælorum (espressione latina che significa "Ave, o regina dei cieli") è un'antifona della liturgia cattolica. Insieme alla Salve Regina, al Regina Cæli e all'Alma Redemptoris Mater forma il gruppo delle antifone mariane, con cui la Chiesa cattolica onora e invoca Maria.
È tradizionalmente recitata al termine della compieta, l'ultimo momento di preghiera nella Liturgia delle ore, dalla Purificazione di Maria sino alla Settimana Santa. Nel rito ambrosiano, è recitata alla fine della compieta nel periodo che va dalla Natività di Maria fino al Natale.

## Testo
Gaude, Virgo gloriosa,
Super omnes speciosa,
Vale, o valde decora,
Et pro nobis Christum exora.»
Gioisci, vergine gloriosa,
splendida sopra tutti;
salve, o sommamente degna,
 e supplica Cristo per noi.»